# Ghost Hardware
Ghost Hardware är Burials tredje EP som släpptes 2007 på skivbolaget Hyperdub.

## Låtlista
Alla låtar är komponerade av Burial.
| Nr | Titel          | Längd |
| -- | -------------- | ----- |
| 1. | Ghost Hardware | 4:54  |
| 2. | Shutta         | 5:03  |
| 3. | Exit Woundz    | 5:47  |